# Saint October
Saint October (セイントオクトーバー?, Seinto Okutōbā), è un anime giapponese, scritto e illustrato dal colosso Konami, famoso per i suoi videogiochi per consolle e animato dallo  Studio Comet. In seguito è stato adattato ad un manga scritto e illustrato dal mangaka Kiira~☆, che ha serializzato la serie nel magazine Monthly Comic Blade pubblicato da Mag Garden nell'agosto 2006. La serie animata apparsa su Chiba TV nel 2007 in Giappone.

## Trama
La serie racconta le avventure di tre giovani ragazze che lavorano per un'agenzia di investigazione che un giorno ricevono dei poteri magici da un ragazzo misterioso. Nella serie si dà molta importanza alla simbologia dei  tarocchi. Il primo caso che apre la storia riguarda il rapimento di un giovane ragazzo: Kotono, una delle ragazze, mostra subito una grande energia e voglia di fare, durante l'evolversi delle vicende. Il ragazzo che viene in un primo momento rapito mostra successivamente dei poteri magici, e la storia continua con l'intento di smascherare chi ha ordito il rapimento, aiutati da dei poteri magici.

## Personaggi
Kotono Hayama (葉山 小十乃?, Hayama Kotono)
Doppiatrice originale: Azusa Kataoka.
Kotono è una ragazza giovane e piena di energie, lavora nell'agenzia di investigazione di Kuroki. Quando era una bambina è stata abbandonata davanti ad una chiesa, senza alcuna memoria del suo passato prima dell'avvenimento. Il prete della chiesa Joshua, l'ha presa con sé trattandola come se fosse sua figlia.
Natsuki Shirafuji (白藤 菜月?, Shirafuji Natsuki)
Doppiatrice originale: Yukari Fukui
Natsuki è una delle migliori amiche di Kotono, con la stessa età e con la stessa occupazione.
Joshua (ヨシュア?, Yoshua)
Doppiatore originale: Yuuki Ono
Joshua è il prete che ha trovato Kotono quando era piccola, anche lui è un membro della stessa agenzia investigativa e nonostante il suo ruolo sacro si considera come il vero padre della ragazza.

## Sigle
Sigla iniziale
- "Wheel of fortune" (ruota della fortuna) di Azusa Kataoka, Yukari Fukui e Yū Kobayashi

Sigla finale
- Episodi 1-13: "Michi naru Basho e" di Yukari Fukui
- Episodi 14-25: "Sora no Kotoba" di Yu Kobayashi
- Episodio 26 (episodio finale): "Melow Stereo" di Azusa Kataoka, Yukari Fukui e Yu Kobayashi

### Manga
Il manga di Saint October è stato un adattamento dell'anime, anche se solitamente avviene l'inverso, serializzato per la prima volta nel magazine Monthly Comic Blade nell'agosto 2006, e successivamente pubblicato da Mag Garden, con illustrazioni di Kiira~☆.